# N. G. W. H. Beeger
Nicolaas George Wijnand Henri Beeger (* 1884 in Utrecht; † 1965 in Amsterdam) war ein niederländischer Mathematiker, der sich mit Zahlentheorie beschäftigte.
Beeger wurde 1916 an der Universität Utrecht bei Jan de Vries (1858–1940) und Willem Kapteyn
(1849–1927) promoviert (Over een functie voorgesteld door eene reeks von Dirichlet, Über eine durch eine Dirichletreihe definierte Funktion). Er war Mathematiklehrer und veröffentlichte daneben mathematische Arbeiten. Nach seiner Pensionierung widmete er sich ganz der Mathematik und korrespondierte auch mit ausländischen Mathematikern wie Derrick Norman Lehmer. Er hatte gute Kontakte zum Mathematisch Centrum in Amsterdam, dem er einen Teil seines Nachlasses vermachte.
1951 veröffentlichte  er mit anderen eine Primzahlliste bis 11 Millionen. 1922 fand er eine der beiden bisher bekannten Wieferich-Primzahlen. Er befasste sich auch mit Faktorisierung großer Zahlen.
An der Universität Tilburg finden alle zwei Jahre nach ihm benannte Vorlesungen bekannter Mathematiker statt (zu den Vortragenden gehörten John Horton Conway, Hendrik Lenstra, Carl Pomerance, Hugh C. Williams).